# Инцидент с «Альтмарком»
Инцидент с «Альтмарком» — боевое столкновение на начальном этапе Второй мировой войны между кораблями Великобритании и нацистской Германии в территориальных водах нейтральной Норвегии, произошедшее 16 февраля 1940 года. Послужил поводом немецкого вторжения в Норвегию в апреле 1940 года, что стало началом активных военных действий в Европе.

## Инцидент
Германское вспомогательное судно, танкер «Альтмарк» (нем. Altmark), сопровождавший и дозаправлявший тяжёлый крейсер «Адмирал граф Шпее» (нем. Admiral Graf Spee), после гибели последнего направлялся из Южной Атлантики на родину, имея на борту около 300 пленных — членов команд потопленных «Шпее» британских судов.
Преследуемый британскими эсминцами, он попытался укрыться в Йосингфьорде в юго-западной части Норвегии. Эсминец «Казак» (англ. HMS Cossack) под командованием капитана 1-го ранга Филипа Виана, войдя в бухту вслед за «Альтмарком», применил с санкции Черчилля силу — высадил на него абордажную команду и освободил пленных, несмотря на то, что вблизи находились норвежские военные корабли. Во время этой акции было убито 7 немцев. Команда была оставлена на судне, «Альтмарк» в ходе нападения сел на камни, но впоследствии смог самостоятельно добраться до немецкого порта.
Этот инцидент стал одним из немногих случаев применения абордажа во время Второй мировой войны.

## Последствия
Правительство Норвегии заявило протест британским властям, но последние заявили, что имело место лишь техническое нарушение нейтралитета.
Незадолго до этого имел место сходный случай: в норвежские воды вошло захваченное тяжёлым крейсером «Дойчланд» (нем. Deutschland) американское судно «Сити оф Флинт» (англ. SS City of Flint) с немецкой призовой командой на борту. Тогда норвежские власти немцев интернировали, а судно отпустили.
Для немецкой стороны бездействие норвежских кораблей во время захвата «Альтмарка» стало свидетельством того, что защищая свой нейтралитет от Германии, Норвегия готова терпеть вмешательство Великобритании. Через несколько дней, 21 февраля 1940 года, Гитлер приказал начать подготовку операции по захвату Норвегии.
Англичане посчитали, что, напротив, к этому инциденту привёл слишком мягкий досмотр норвежцами немецкого корабля. Премьер-министр Франции Эдуар Даладье призвал захватить норвежские порты, «так же как „Альтмарк“».
Возглас пленных в момент освобождения — «Флот здесь!» (англ. The Navy's here!) — стал боевым кличем британцев.